# Nain (Iran)
Nain, auch Na’in (persisch نایین Nāʾīn), ist eine Oasenstadt in Zentraliran mit etwa 26.500 Einwohnern und liegt im inneriranischen Hochplateau auf einer Höhe von 1545 m in der Provinz Isfahan. Es wird vermutet, dass Nā'in bereits in der Sassanidenzeit gegründet wurde. 

## Stadtbild
Die Stadt ist ein Zentrum der Teppichherstellung und berühmt für die von dort stammenden Nā'in-Teppiche. Nain war früher bekannt für seine fein gewobenen Mäntel, sogenannte Abayas. In früheren Zeiten war der Basar eine weit überregional bekannte Anlaufstelle für basaris und Kunden. Heute findet hier kaum mehr Handel statt. Die kegelförmigen Bauwerke am Basareingang sind Wasserspeicher, welche durch die Windtürme, die daneben stehen, gekühlt werden.
Die Freitagsmoschee (Masjed-e Jom´e) ist die älteste erhaltene Moschee im persischen Raum und das bedeutendste Bauwerk der Stadt. Die Moschee stammt in ihren Anfängen aus der Abbasidenzeit. Sie hat nur ein Minarett. Ihr erster, kaum erkennbarer Bau wird Anfang des 9. Jahrhunderts datiert, die zweite Bauphase um 960. Die Moschee konnte die Zeiten nahezu unbeschädigt überstehen und zeigt noch heute ihr ursprüngliches Gesicht. Unter dem rechteckigen Innenhof befindet sich ein mächtiges Kellergewölbe als Gebetsstätte. Wie auch die alte Freitagsmoschee in Isfahan wird der Kellerraum durch Alabasterplattensteine von der Decke her beleuchtet. Er wird durch hohe Säulengänge umschlossen. Der leicht überhöhte Mittelbogen an jeder der vier Hofseiten nimmt bereits das persische Vier-Iwan-Architekturkonzept vorweg. 
Die kalligrafischen Stuckfriese über den Fensternischen und Spitzbogen gehören zu den ältesten, die in Persien noch erhalten sind. Der Minbar beim Mihrab offenbart schöne Holzschnitzkunst des 14. Jahrhunderts. Es gibt weitere Moscheen in Nain wie die Masjed-e Emamzadeh nebst Grabmal.

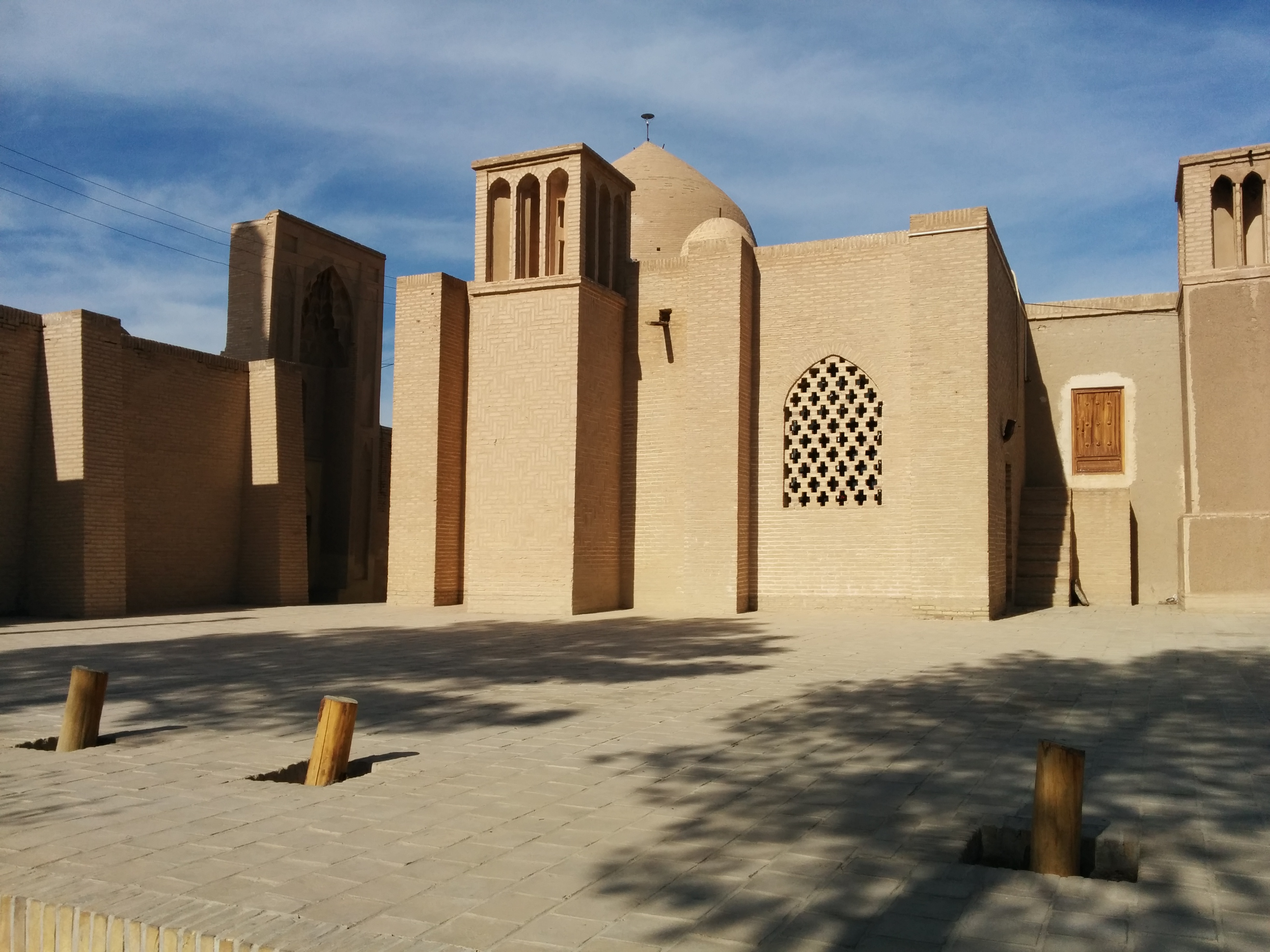
Freitagsmoschee

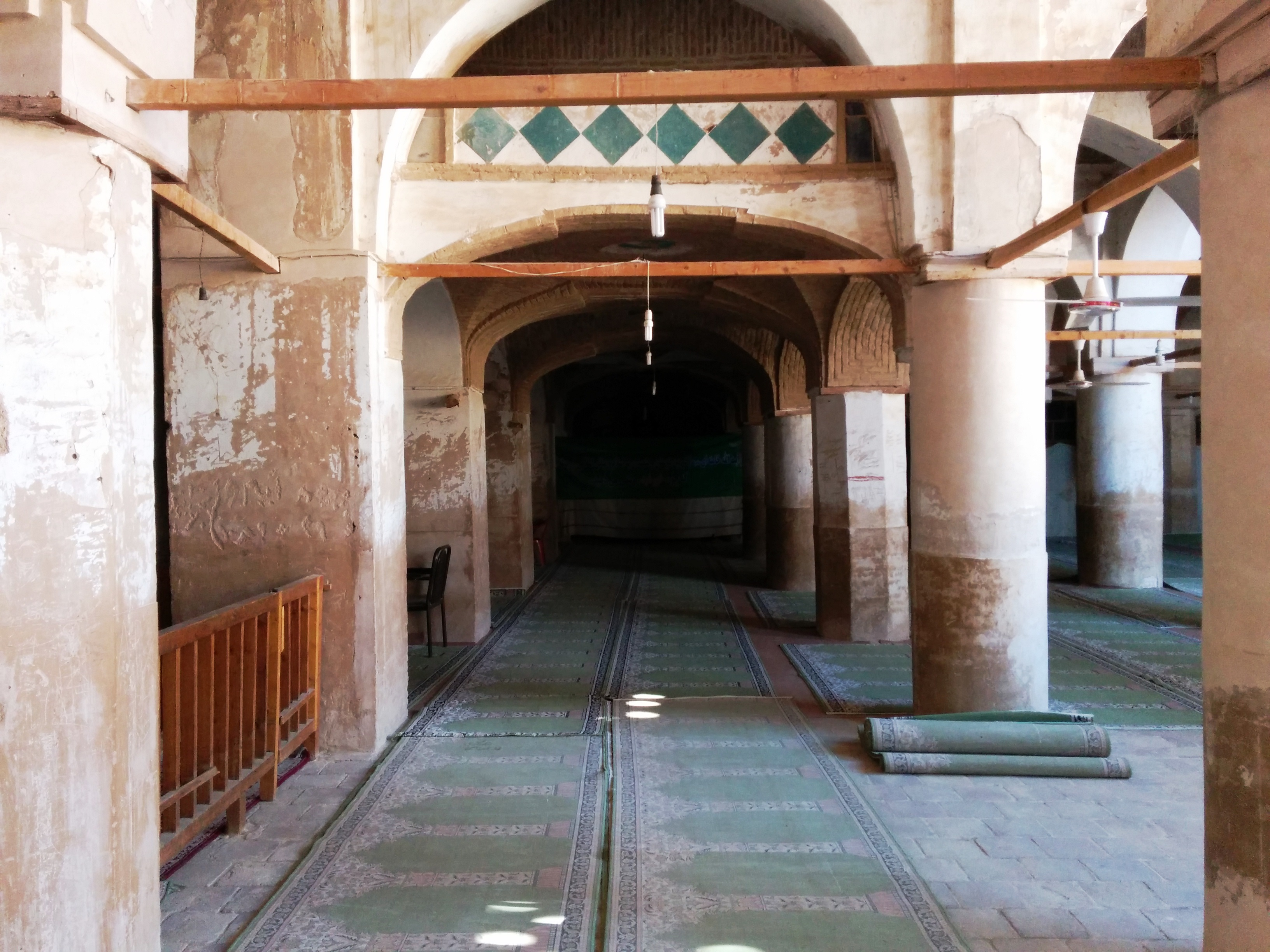
Freitagsmoschee

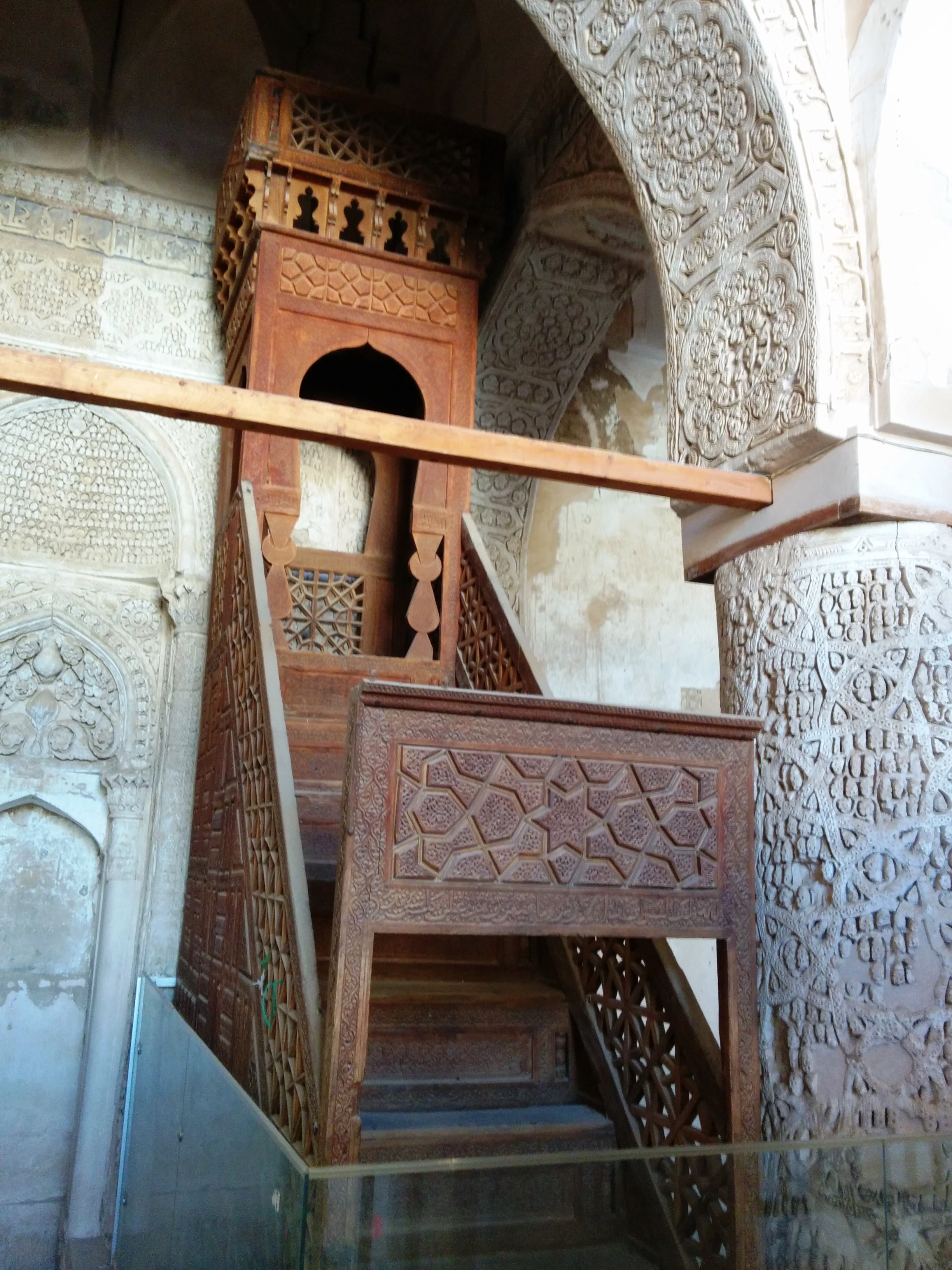
Kanzel aus dem 14. Jahrhundert

Gegenüber der Freitagsmoschee liegt ein prachtvolles Kaufmannshaus, das heute ein anthropologisches Museum beherbergt. In den zweigeschossigen Arkaden um den tiefer gelegenen Innenhof gibt es mehrere Ausstellungsräume.
In Mohamadi, zwei Kilometer östlich der Stadt liegt die alte und vollständig aus Stampflehm erbaute Festung Narin Qala. Im Stadtbezirk liegen außerdem sieben sehenswerte Hosseiniyes (Verehrungsstätten für Imam Husain).

## Verkehr
Nain liegt an der Wüstenstraße zwischen Kashan und Yazd, wohin auch Busverbindungen bestehen. Die Stadt liegt weiter an der Bahnstrecke Qom–Zahedan, der südlichen Ost-West-Eisenbahnverbindung in Iran.

## Söhne und Töchter der Stadt

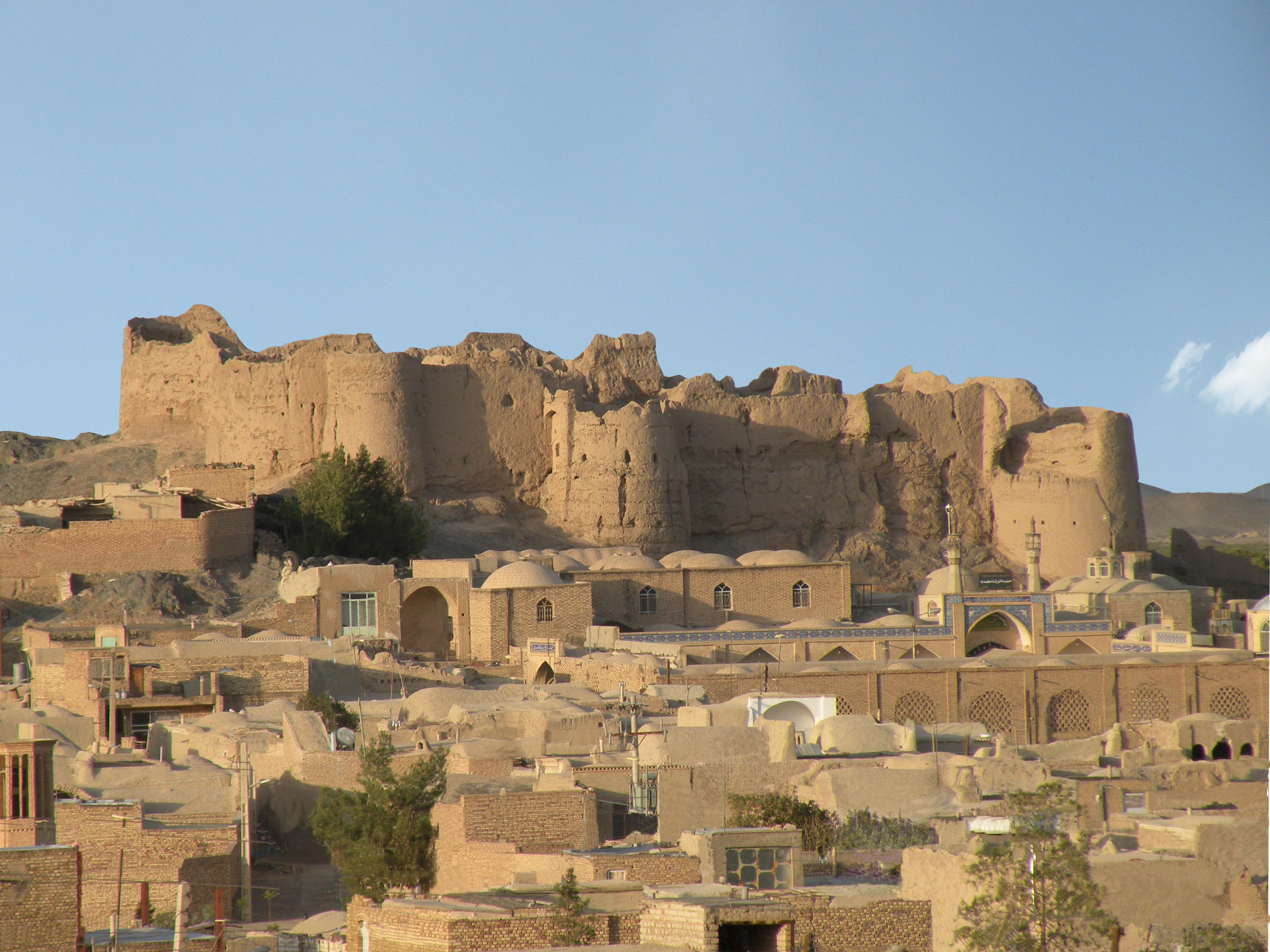
Narin Qala, auch Mohamadi-e Qala. Festungsruine im Vorort Mohamadi

- Reja Ghanbari Naeini, Gründer des Al-Zahra-Hospitals, Teppichhändler und Humanist
- Hassan Pirnia (1871–1935), Premierminister
- Ali Kaffashian, Präsident des Iranischen Fußballverbandes
- Hossein Fatemi, Außenminister unter Mohammad Mossadegh